# 2013년~2014년 태국 정치 위기

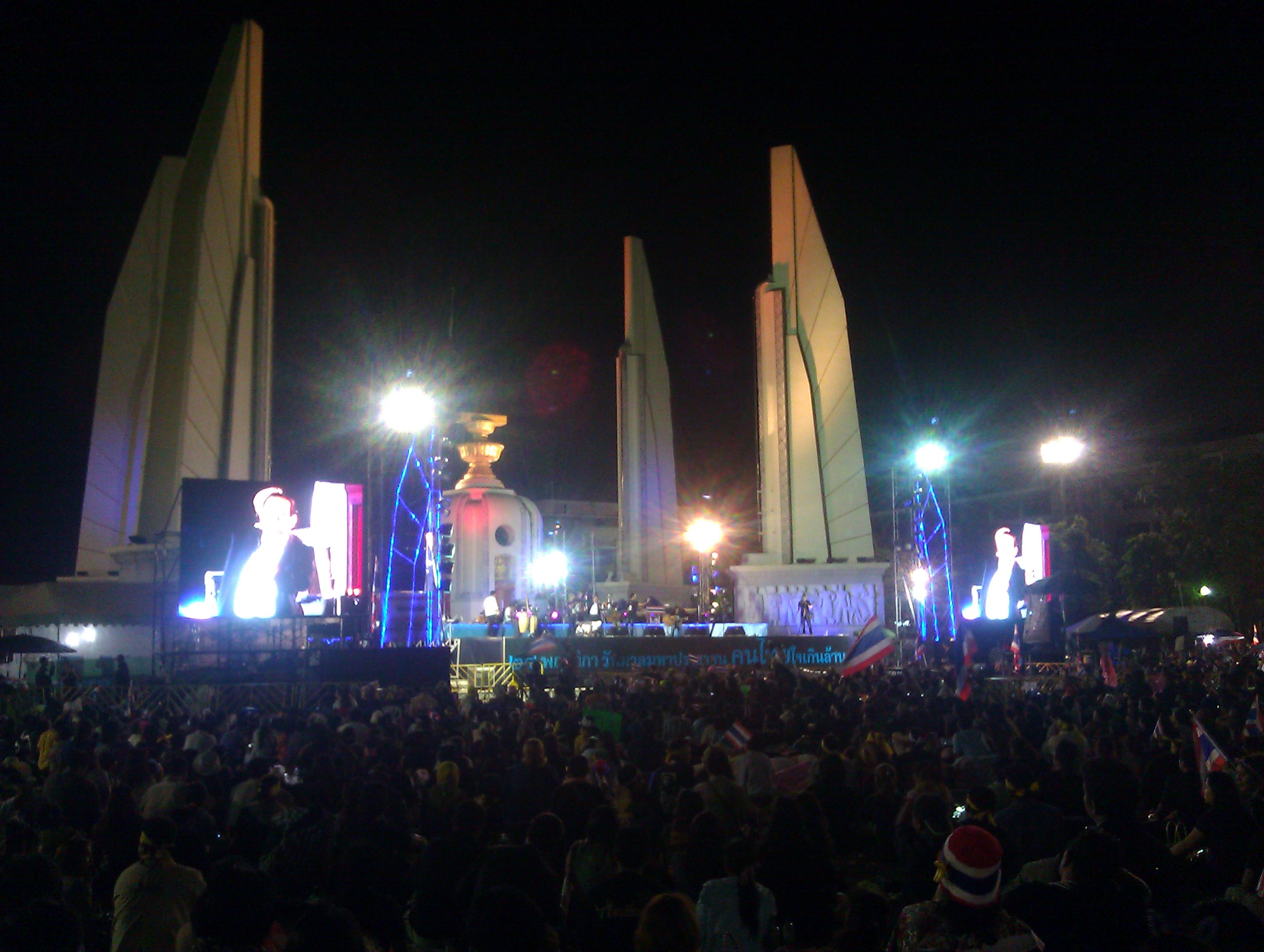

2013~2014년 태국 정치 위기는 2013년 11월부터 시작된 태국 방콕에서 발생 중인 일련의 반정부 시위 사태이다.
당시 태국은 정치적으로 불안정한 시기였다. 반정부 시위는 2013년 11월부터 2014년 5월까지 전 민주당 의원(MP) 수텝 타우그수반(Suthep Thaugsuban)이 이끄는 정치 압력 단체인 인민민주개혁위원회(PDRC)가 조직했다. 이 위기는 결국 잉락 친나왓 현 총리의 해임, 쿠데타, 군사 정권 수립으로 이어졌다.
시위의 주요 목표는 탁신 전 총리(잉락의 형제)가 태국 정치에 끼친 영향력을 제거하고 선출되지 않은 "인민평의회"를 만들어 정치 체제 개혁을 감독하는 것이었다. 시위대는 탁신이 사회 프로그램과 경제 정책을 개혁했기 때문에 태국의 많은 지역, 특히 가난한 북부와 북동부 지역에서 강력한 지지를 받았음에도 불구하고 탁신이 부패했고 태국의 민주주의에 해를 끼친다고 생각했다. 탁신과 동맹을 맺은 정당은 2001년 이후 모든 선거에서 과반수를 차지했다. 왕실 계승, 농촌-도시 또는 남북 분할, 사회적 불평등, 과도하게 집중된 관료주의, 정치에 대한 왕족 및 군사적 영향력, 분석가와 평론가들은 계급 갈등을 위기의 요인으로 제시했다.
시위는 2006년 쿠데타 이후 기간 동안 정치인들을 사면하는 사면 법안 제안에 의해 처음 촉발되었다. 반정부 시위자들은 이 법안과 동시에 2007년 헌법을 변경하려는 정부의 시도가 탁신에게 유리했으며 잠재적으로 그가 부패 유죄 판결로 인해 스스로 부과한 망명에서 돌아올 수 있도록 허용할 것이라고 주장했다. 친정부 레드 셔츠 운동도 2010년 91명이 사망한 친 탁신 시위에 대한 군사 진압과 관련된 살인 혐의가 포함되어 사면에 반대했다. 정치적 스펙트럼 전반에 걸친 반대는 법안이 태국 상원에서 만장일치로 거부되도록 만들었다. 그러나 반정부 시위는 계속되었고 시위대는 정부 청사를 점거하고 주요 도로 교차로를 봉쇄했으며 잉락과 그녀의 푸타이 정부의 퇴진을 촉구하기 위해 방콕에서 대규모 집회를 열었다. 2013년 12월 8일, 야당인 민주당 의원 153명이 모두 사임했고 잉락은 하원을 해산하고 2월 2일 총선거를 소집했다. 방콕과 태국 남부 지역에서 PDRC 시위대가 투표소 입장을 막으면서 투표가 중단되었고, 헌법재판소는 그 결과를 무효화했다. 총격, 폭탄 시도, 시위대에 투척된 수류탄 등 산발적인 폭력으로 인해 시위가 진행되는 동안 28명이 사망하고 800명 이상이 부상을 입었다. 1월 21일 잉락 정부는 방콕과 주변 지역에 비상사태를 선포했지만 거의 효과가 없었다.
잉락과 9명의 장관은 2011년 고위 보안 책임자의 논란이 된 이적 문제로 2014년 5월 7일 헌법재판소에 의해 직위에서 해임되었다. 잉락 지지자들과 비평가들은 이러한 움직임이 정치적 동기와 사법권 남용이라고 주장했다. 5월 20일 태국 왕실군은 전국에 계엄령을 선포했고, 이틀 후 쿠데타가 일어나 정부를 해임하고 쁘라윳 찬오차 장군을 총리 대행으로 지명했다. 2021년 2월, 2014년 쿠데타로 이어진 시위에서 푸티퐁 푼나칸타(Puttipong Punnakanta), 나타폴 티프수완(Nataphol Teepsuwan), 타원 세니암(Thaworn Senniam) 등 쁘라윳 내각의 장관 3명이 반란 혐의로 유죄 판결을 받았다.

## 같이 보기
- 2019년 태국 총선거